# Viktor Meyer
Viktor Meyer (Berlino, 8 settembre 1848 – Heidelberg, 8 agosto 1897) è stato un chimico tedesco che diede un contributo significativo sia in chimica organica che in chimica inorganica.
È meglio conosciuto per avere inventato un apparecchio per determinare il peso molecolare di liquidi volatili, chiamato apparecchio di Viktor Meyer in suo onore, e per la scoperta del composto eterociclico tiofene.

## Biografia
Viktor Meyer, figlio di un commerciante e di un'operaia tessile, nacque a Berlino nel 1848 da genitori ebrei. Sposò una donna cristiana, Hedwig Davidson, e crebbe i suoi figli seguendo questa fede.
Nel 1865, sotto l'impulso dei suoi genitori, Meyer iniziò a studiare chimica all'Università di Berlino. Dopo un semestre si trasferì a Heidelberg per lavorare con Robert Bunsen, seguendo le lezioni di chimica organica di Emil Erlenmeyer. Meyer conseguì il dottorato, all'età di soli diciannove anni, nel 1867, vedendosi spalancare le porte di una carriera che lo porterà a diventare uno dei maggiori chimici dei suoi tempi. Nel 1869 effettuò la sintesi di acidi carbossilici aromatici utilizzando acido solfonico e formaldeide. Nel 1872 sintetizzò i nitroalcani R-NO2 utilizzando ioduro alchilico e nitrito d'argento. I suoi studi nell'ambito della chimica-fisica, iniziati nel 1876, lo porteranno, due anni più tardi, a sviluppare una metodica di laboratorio che permette di determinare il peso molecolare di liquidi volatili utilizzando un apparecchio che permette di misurare accuratamente il volume di sostanza volatilizzata. Nel 1882 identificò il tiofene come un contaminante del benzene, derivato dal carbone. Nel 1891 gli fu assegnata la Medaglia Davy e nel 1892, durante la messa a punto di nuove metodiche di sintesi, notò che i derivati orto-sostituiti dell'acido benzoico sono esterificati con difficoltà (legge di Viktor Meyer dell'esterificazione).
A causa del molto lavoro e del grande stress accumulato, il suo sistema nervoso ne cominciò a risentire accusando diversi esaurimenti più o meno gravi che si susseguirono durante gli ultimi anni della sua vita. Nonostante non si fosse mai ripreso completamente, continuò il suo lavoro. L'abuso di sedativi ipnoinducenti aggravò ulteriormente la sua condizione psicofisica. Durante un attacco depressivo Meyer decise di suicidarsi ingerendo del cianuro. Morì all'età di quarantanove anni in una notte di agosto del 1897 nella città di Heidelberg. La sua morte destò molto scalpore per il rispetto e l'ammirazione che si era venuta a creare nei suoi confronti.
In alcune sue pubblicazioni usò il nome di Victor Meyer.